# Aggregate

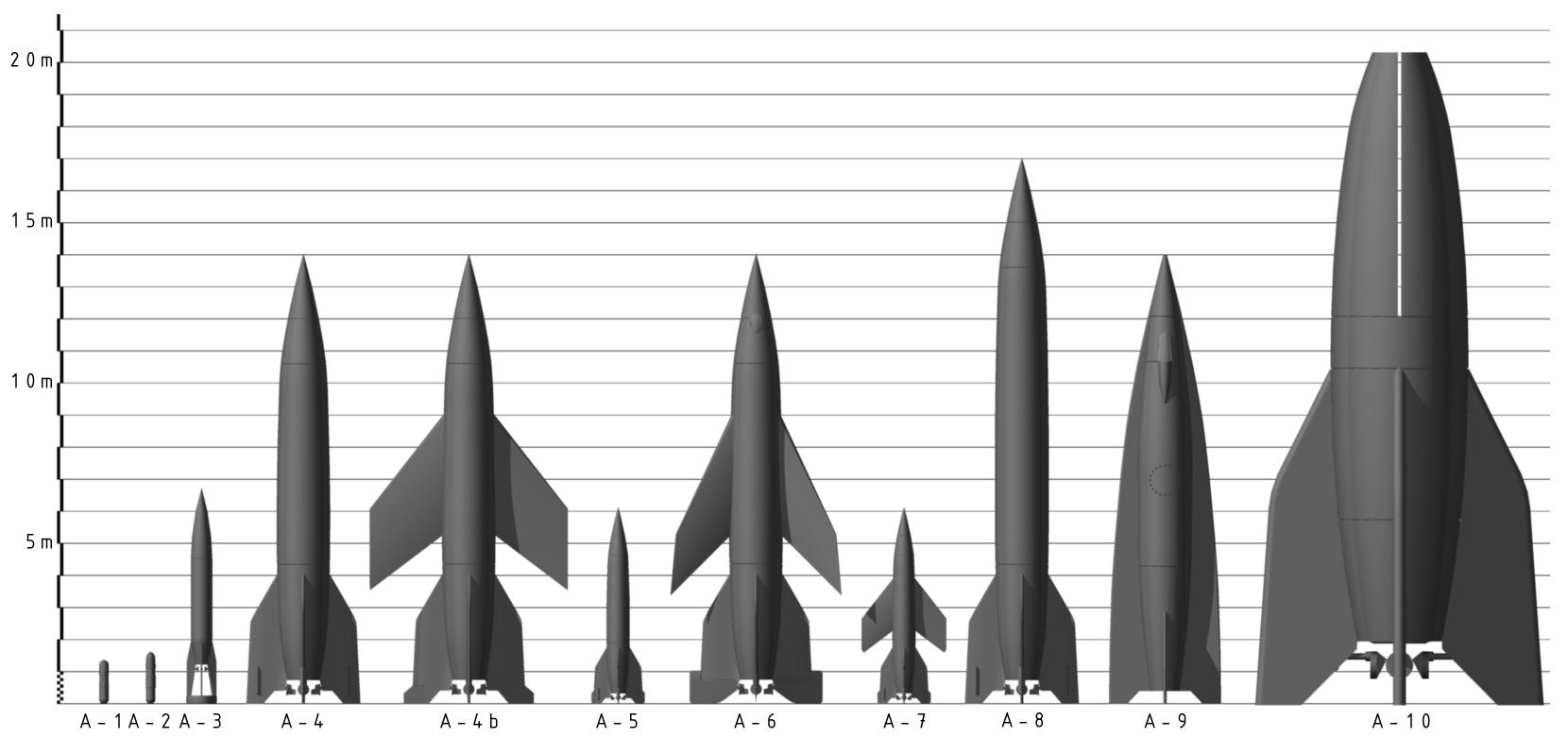
Porównanie wielkości rakiet z serii Aggregate

Aggregate – zbiorcza nazwa rakiet i pocisków rakietowych projektowanych w Niemczech przez zespół Wernhera von Brauna w latach 1933-1945. Wersje nosiły oznaczenia od A-1 do A-12. Prace koncepcyjne kontynuowano w latach 1946-1952 w USA co doprowadziło w pierwszej kolejności do startów rakiety Bumper WAC, opartej na A-4. Prace nad rakietami Aggregate walnie przyczyniły się do powstania i rozwoju programów kosmicznych USA i ZSRR, gdzie po drugiej wojnie światowej znalazły się zarówno osoby z niemieckich zespołów konstrukcyjnych jak i zdobyczne rakiety i ich części.

## Dane techniczne
| Dane techniczne         | A-1  | A-2  | A-3  | A-4¹  | A-5    | A-6   | A-7  | A-8   | A-9   | A-10  | A-11 ² | A-12 ²  |
| ----------------------- | ---- | ---- | ---- | ----- | ------ | ----- | ---- | ----- | ----- | ----- | ------ | ------- |
| Masa całkowita [kg]     | 150  | 107  | 740  | 12900 | 900    | b.d.  | 1000 | 22370 | 16259 | 69043 | 500000 | 3500000 |
| Masa (bez paliwa) [kg]  | 110  | 72   | 300  | 4300  | b.d.   | b.d.  | b.d. | b.d.  | 3000  | 16993 | 75000  | 350000  |
| Ciąg silników [kN]      | 3    | 3    | 14,7 | 270   | 15     | 123   | 15   | 340   | 287   | 2307  | 13841  | 98 000  |
| Czas pracy silników [s] | 16   | 16   | 45   | 70    | 45 (?) | b.d.  | b.d. | b.d.  | 115   | 55    | 70     | b.d.    |
| Maks. średnica [m]      | 0,30 | 0,31 | 0,67 | 1,65  | 0,78   | 6,33  | 0,38 | 0,78  | 1,65  | 4,12  | 8,10   | 11,00   |
| Rozpiętość [m]          | n.d. | n.d. | 0,93 | 6,20  | b.d.   | b.d.  | b.d. | b.d.  | 3,20  | 9,00  | 16,50  | 23,00   |
| Wysokość [m]            | 1,40 | 1,61 | 6,74 | 14,03 | 5,82   | 15,75 | 5,91 | b.d.  | 14,18 | 20,00 | 25,00  | 33,00   |

¹) dane jednej z wersji, dla pozostałych zbliżone ; ²) dane oszacowane;

## Wersje

### A-1
Rakieta A-1 była pierwszą z serii Aggregate. Została zaprojektowana w 1933 roku przez Wernhera von Brauna. Prace były prowadzone pod dyrekcją Waltera Dornbergera w ośrodku badawczyn Wehrmachtu w Kummersdorfie. Silnik rakietowy, napędzany mieszanką 75% etanolu i tlenu, został opracowany przez Arthura Rudolpha. Stabilny lot miało zapewniać koło zamachowe umieszczone w nosie rakiety, takie rozwiązanie w połączeniu z płynnym paliwem w zbiornikach powodowało jednak problemy. Pomimo że testy silnika wypadły pomyślnie, pierwszy test rakiety skończył się niepowodzeniem i eksplozją na stanowisku startowym. W połączeniu z problemami ze stabilnością spowodowało to zaprzestanie prac nad tą wersją i rozpoczęciem konstruowania wersji A-2.

### A-2

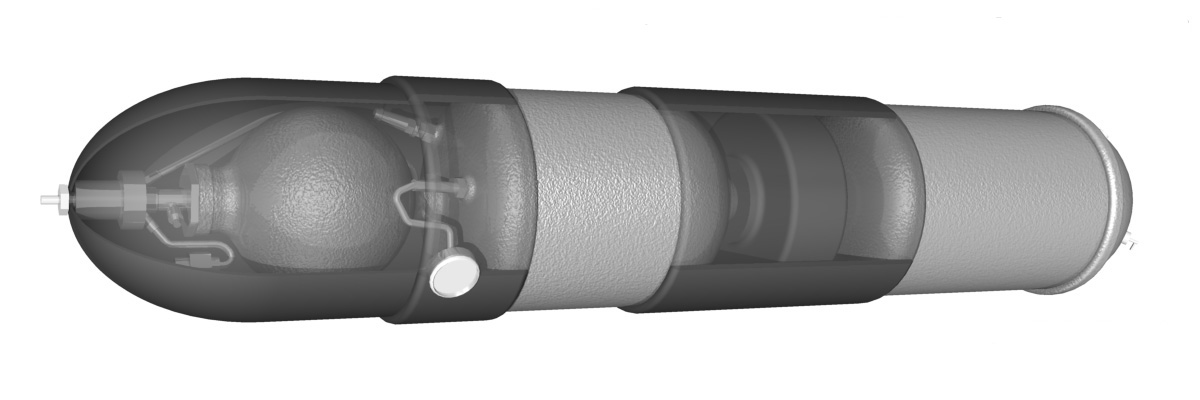
Rakieta serii A-2

#### Konstrukcja
Wersja A-2 była pierwszym pomyślnym projektem z serii Aggregate. Zostały zbudowane dwa egzemplarze, nazwane Max i Moritz. Użyto silnika o podobnej konstrukcji co użytego w A-1. Ciśnienie początkowe w zbiornikach paliwa wynosiło 1,8 MPa, a pod koniec pracy silnika spadało do 1,4 MPa. Odpowiednio ciąg silnika zmieniał swoją wartość od 3 kN do 2,25 kN. Stabilizujące koło zamachowe przeniesiono niżej, pomiędzy zbiorniki ciekłego tlenu i etanolu co poprawiło parametry rakiety.

#### Chronologia
- 1934, 19 grudnia: O godzinie 11.15 GMT z wyspy Borkum na Morzu Północnym wystrzelono pierwszą z rakiet, Maxa. Rakieta osiągnęła pułap 2200 m (silnik zakończył pracę na wysokości 1700 m), spadając następnie 800 m od miejsca startu.
- 1934, 20 grudnia: Druga rakieta, Moritz, została wystrzelona w tym samym miejscu o godzinie 6.52 GMT. Wznosząc się bardziej pionowym torem osiągnęła wyższy pułap: 3500 m (silnik zakończył pracę na wysokości 1800 m), upadając potem 500 m od miejsca startu.
- 2004: W Dreźnie (w 70-lecie skonstruowania pierwszych rakiet A-2), skonstruowano replikę, nazwaną Maria.

### A-3

#### Konstrukcja
Rakieta A-3 była pierwszą z większych zbudowanych w serii Aggregate. Została wyposażona w system naprowadzania zawierający 3 żyroskopy (sterujące wolframowymi elementami kształtującymi kierunek odrzutu) i dwa zintegrowane przyspieszeniomierze. W zamyśle była pomniejszonym modelem projektowanej wersji A-4, służącym do badań napędu i sterowania. Użyto silnika napędzanego mieszanką 75% etanolu i tlenu, znajdujących się w zbiornikach pod ciśnieniem ok. 2 MPa. Prędkość gazów wylotowych wynosiła 1900 m/s. Innowacją było zastosowanie zbiornika z ciekłym azotem, podgrzewanego elektrycznie, miało to na celu podtrzymanie ciśnienia paliwa w trakcie lotu. Zbiornik ten umieszczony był wewnątrz zbiornika z ciekłym tlenem. W nosie rakiety zamontowano małą kamerę filmową, rejestrującą wskazania instrumentów. Rakiety te wyposażono w spadochron. Na potrzeby testów wybudowano nowe stanowiska startowe na wyspie Greifswalder Oie, niedaleko nowo powstającego ośrodka w Peenemünde. Testy zakończyły się jednak niepowodzeniem, w efekcie czego zwrócono się ku projektowi A-5.

#### Chronologia
- 1936, luty: Pierwsze testy rakiety A-3.
- 1936, lipiec: Testy w tunelu aerodynamicznym wykazały niestabilność lotu. Zdecydowano się ustalić właściwy (dla rakiety naddźwiękowej) profil metodą prób i błędów. Do czasu jego opracowania wstrzymano prace nad pełnowymiarową wersją, A-4.
- 1937, 4 grudnia: Przeprowadzono pierwszy start rakiety A-3 z wyspy Greifswalder Oie. Przedwczesne (3 s po starcie) wyrzucenie spadochronu i przerwanie pracy silnika (po 6,5 s) spowodowało upadek i eksplozję rakiety 300 m od miejsca startu.
- 1937, 6 grudnia: Z tego samego miejsca wystrzelono drugą rakietę A-3. Test również zakończył się niepowodzeniem i rakieta po osiągnięciu zaledwie 100 m odwróciła się o 90°, następnie otworzył się spadochron, po czym spadła do morza niedaleko miejsca startu.
- 1937, 8 grudnia: Wystrzelono trzecią rakietę A-3 z wyspy Greifswalder Oie. Osiągnęła wysokość 100 m po czym silnik przedwcześnie przerwał pracę powodując upadek rakiety do morza.
- 1937, 11 grudnia: Przeprowadzono ostatni start A-3. Nie wyposażono jej w spadochron, który spowodował problemy w czasie dwóch pierwszych prób. Był to najbardziej udany ze wszystkich testów. Rakieta osiągnęła pułap 800-1000 m (z powodu dużej mgły określono go w przybliżeniu). Potem jednak odwróciła się i na pełnym ciągu uderzyła w morze. Analizy wykazały, że stateczniki były zbyt małe, aby zadziałać prawidłowo przy wietrze o prędkości 8 m/s, który wiał w momencie startu. Dalsze badania wykazały, że nawet wiatr o prędkości 4 m/s mógł spowodować destabilizację lotu. Stwierdzono, że przy stosunkowo małej prędkości początkowej rakiety powierzchnie stabilizujące powinny być ok. 10 razy większe. Wynikiem tego było porzucenie badań nad A-3 i rozpoczęcie budowy A-5.
- 1939, 23 marca: W czasie wizyty Adolfa Hitlera w ośrodku w Kummersdorfie został zaprezentowany m.in. przekrój rakiety A-3.

### A-4
Pocisk rakietowy A-4 został zbudowany na podstawie wcześniejszych prac nad serią Aggregate, był bezpośrednim rozwinięciem pocisku A-5. Był wykorzystywany bojowo pod nazwą Vergeltungswaffe-2.

### A-5

#### Konstrukcja
Rakieta A-5 była pomniejszonym modelem pocisku A-4. Skonstruowano ją na potrzeby badań aerodynamiki i systemu sterowania, wyposażając ją jednak w silnik zastosowany w A-3. Dodatkowo umieszczono dwa spadochrony: hamujący i główny. Wystrzelono 25 tych rakiet, niektóre z nich wielokrotnie. Wybudowano również pewną liczbę jeszcze mniejszych modeli o tej samej sylwetce aerodynamicznej, jednak z uproszczonym silnikiem lub w ogóle go pozbawionych. Przeznaczone były do testowych zrzutów z bombowców.

#### Chronologia
- 1938, wiosna: Pierwsze modele pocisków A-5 zostały dostarczone do ośrodka w Peenemünde. Były to egzemplarze pomniejszone, przeznaczone do testowych zrzutów w celu ustalenia właściwej sylwetki aerodynamicznej. Zaplanowano produkcję 10 sztuk miesięcznie. Pierwszym celem było przekroczenie bariery dźwięku, ponieważ testy w tunelu aerodynamicznym wykazały, że dotychczasowa konfiguracja stateczników jest nieodpowiednia dla lotu naddźwiękowego i skutkuje ich oderwaniem. Zdecydowano się więc na testy przy użyciu modeli o masie 250 kg, a ich długość i średnica wynosiły odpowiednio 1,6 m i 0,2 m (były pozbawione silnika). Modele te zamierzano zrzucać z dużej wysokości tak, aby w spadku swobodnym przekraczały prędkość dźwięku.
- 1938, lato: Odbyły się 4 starty rakiet A-5 ze stanowisk na wyspie Greifswalder Oie. Pierwsza z nich osiągnęła wysokość 8000 m zbliżając się do bariery dźwięku. Maksymalny osiągnięty pułap w tej serii wyniósł 12000 m.
- 1938, wrzesień: Przeprowadzono pierwszy zrzut modelu (pomniejszonego i uproszczonego) rakiety A-5 z wysokości 7000 m, na którą został wyniesiony przez bombowiec He 111. Przekroczył on barierę dźwięku na wysokości 1000 m osiągając prędkość 360 m/s. W trakcie spadku stateczniki utrzymały model w pozycji nie przekraczającej 5° od pionu. Wyrzucony spadochron hamujący spowolnił opadanie do 100 m/s, a główny do 5 m/s z jaką model wpadł do morza.
- 1939, wrzesień: W celu przeprowadzenia większej liczby testów systemów stabilizacyjnych pocisku A-5, zamówiono w firmie Walter z Kilonii dużą liczbę modeli. Miały one gabaryty identyczne do tych zrzucanych z bombowców, jednak ich masa startowa wynosiła tylko 47 kg (27 kg bez paliwa). Jako paliwo silniki wykorzystywały 85% nadtlenek wodoru z użyciem nadmanganianu wapnia jako katalizatora. Silnik pracował przez 15 s wytwarzając ciąg ok. 1,2 kN przy prędkości wylotowej gazów wynoszącej 1000 m/s. Rozwiązanie to miało na celu stworzenie prostego modelu który posłużyłby do dużej ilości testów "metodą prób i błędów" przy minimalnych kosztach. W wyniku tych prób skrócono i poszerzono stateczniki (w porównaniu do A-3). Ich profil zupełnie różnił się od podobnych konstrukcji w ówczesnych samolotach, gdyż tamte nie sprostałyby prędkościom naddźwiękowym. Pomimo dokonanych korekt, stateczniki wciąż były wrażliwe na podmuchy wiatru, powodując że rakieta miała tendencję do obrotu w czasie wznoszenia.
- 1939, październik: Po wybudowaniu nowych, betonowych stanowisk startowych na wyspie Greifswalder Oie przeprowadzono starty rakiet A-5 z nowym, żyroskopowym systemem sterowania produkcji Siemensa. W pierwszym, pionowym starcie rakieta osiągnęła (po 45 s lotu) wysokość 7000 m. Spadochrony zadziałały prawidłowo, a rakieta opadła do morza. Została wyłowiona po 30 minutach. Drugi start zakończył się podobnymi osiągami, wszystkie systemy również działały prawidłowo, a rakietę wyłowiono. W trakcie trzeciego wystrzelenia przeprowadzono manewr wprowadzenia rakiety na tor balistyczny (po pionowym starcie), konieczny do prawidłowego funkcjonowania rakiety A-4. Po 4 s lotu rakieta osiągnąwszy wysokość 4000 m wykonała zaplanowany zwrot i po oddaleniu się na 6000 m od miejsca startu wyrzucone spadochrony pozwoliły na łagodne opadnięcie do morza. Również ten pocisk udało się odzyskać i start uznano za udany, mimo że rakieta nie przekroczyła bariery dźwięku. Kolejne starty rakiet A-5 również zakończyły się pomyślnie. Osiągnięto maksymalny pułap 12000 m i zasięg 18000 m.

### A-6
Początkowo symbol A-6 nadano projektowi analogicznemu do A-5, jednak używającego innego paliwa. W późniejszym czasie nazwę tę nosił projekt samolotu rozpoznawczego, opartego na pocisku A-4. Zaproponowany projekt został jednak odrzucony przez niemieckie władze. Podobna koncepcja została jednak zrealizowana w USA i ZSRR (z pomocą tych samych naukowców, którzy pracowali m.in. nad A-6). Dzięki pracom nad A-6 powstały takie pionierskie konstrukcje jak amerykański pocisk SM-64 Navaho.

#### Konstrukcja
Pilotowaną wersję A-6 planowano wyposażyć dodatkowo w silnik strumieniowy w celu zwiększenia zasięgu. Silnik rakietowy (analogiczny do zastosowanego w A-4 miał przyspieszać pojazd do prędkości naddźwiękowej i pozwalać osiągnąć pułap 95000 m. Po powrocie do atmosfery A-6 wchodziłby w fazę lotu ślizgowego (z prędkością naddźwiękową) i odpalany zostawałby silnik strumieniowy, umieszczony w ogonowej, dolnej części kadłuba. Napęd spalając syntetyczną benzynę lub pył węglowy miał zapewniać 15-20 minutowy lot z prędkością 2900 km/h. Pozwoliłoby to na powrót do bazy. Samolot planowano wyposażyć w hermetyczną kabinę pilota i chowane podwozie (lądowanie miało następować na lotnisku, jak w wypadku konwencjonalnych samolotów).

### A-7
Pocisk rakietowy A-7 był pomniejszoną wersją pocisku A-4b (A-9). Konstrukcyjnie oparty był na rakiecie A-5, posiadał jednak skrzydła o powierzchni 1,612 m² i skosie 52°.

### A-8
Symbolem A-8 oznaczono projekt przedłużonej wersji rakiety A-4. Nigdy nie wszedł w fazę konstrukcyjną, jednak po wojnie kontynuowano nad nim badania we Francji jako Super-V2.

### A-9 (A-4b)
Rakieta A-9 była rozwinięciem pocisku balistycznego A-4. W założeniu miała być pilotowana i pozwalać na lot międzykontynentalny (do USA) przy wykorzystaniu pierwszego stopnia – A-10. Projekt A-9 został później przemianowany na A-4b.

### A-10
Symbolem A-10 oznaczono projekt pierwszego stopnia międzykontynentalnego pocisku balistycznego. Drugim stopniem była rakieta A-9.

### A-11
Nazwą A-11 oznaczono projekt pierwszego stopnia planowanej rakiety orbitalnej. Drugim stopniem miał być A-10 a trzecim A-9. Planowano użyć 6 silników podobnych do zastosowanych w A-10, jednak ich działanie miało być przedłużone do 70 s. Według ówczesnych obliczeń pozwoliłoby to wynieść ładunek 500 kg (w rzeczywistości tylko ok. 100 kg) na niską orbitę okołoziemską – 300 km. Badania nad tym projektem zespół Wernhera von Brauna kontynuował już w USA.

### A-12
Jako rozwinięcie planów podróży kosmicznych von Braun planował opracowanie czterostopniowej rakiety, której pierwszym stopniem miał być A-12, pozostałymi A-11, A-10 i A-9. Rozwijając poprzednią koncepcję budowy wielostopniowych rakiet, konstrukcja ta pozwalałaby wynosić ładunek ok. 10000 kg na niską orbitę okołoziemską. Podobnie jak w wypadku A-11 prace, kontynuowane w USA przyczyniły się do powstania i rozwoju amerykańskiego programu kosmicznego.